# Paréjpoloska
A paréjpoloska (Eurydema oleracea) a rovarok (Insecta) osztályának a félfedelesszárnyúak (Hemiptera) rendjébe, a poloskák (Heteroptera) alrendjébe, ezen belül a címerespoloska-alkatúak (Pentatomomorpha) alrendágába és a címeres poloskák (Pentatomidae) családjába tartozó faj.

## Előfordulása

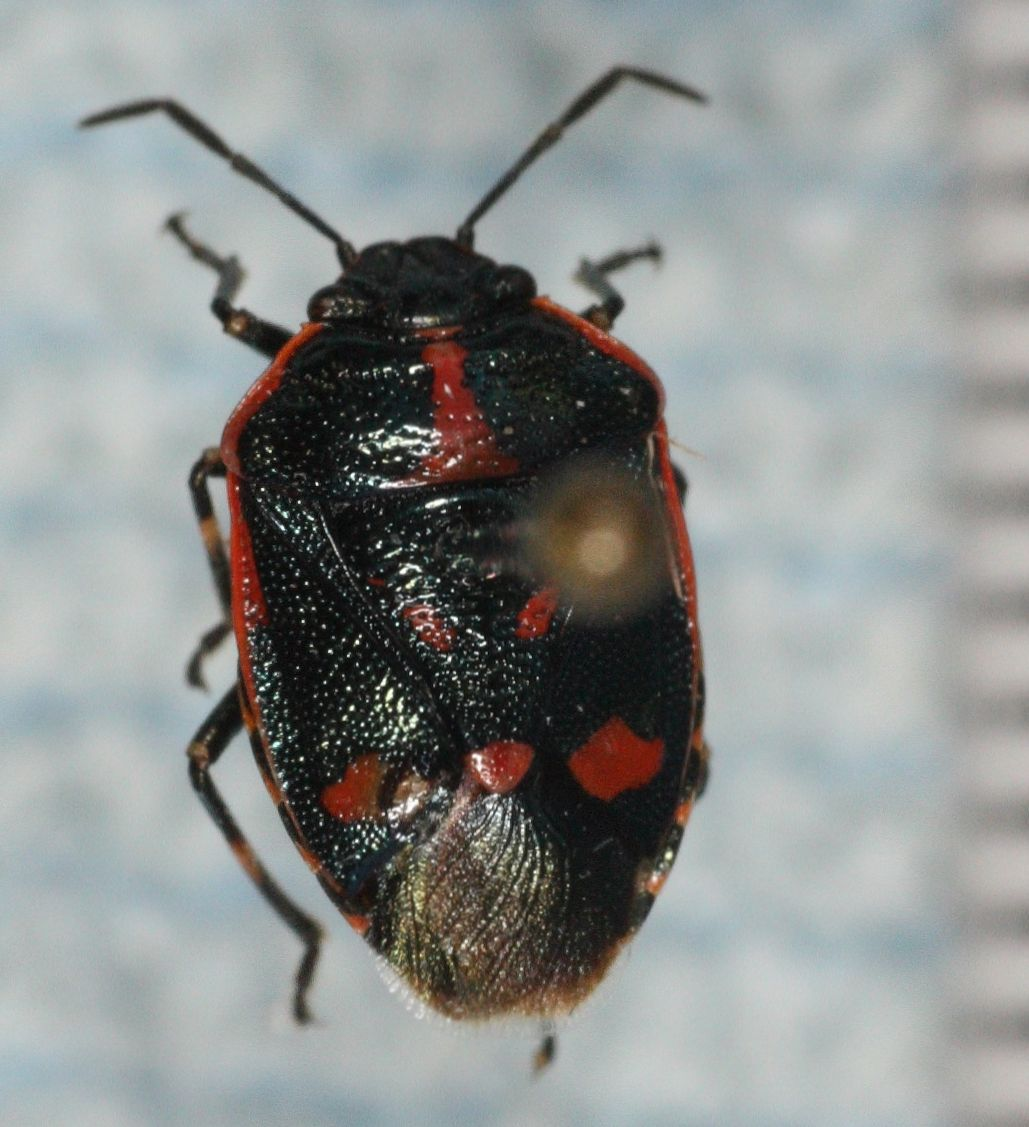
Vöröses árnyalatú példány

A paréjpoloska egész Európában általánosan előfordul és gyakori.

## Megjelenése
A paréjpoloska 6-8 milliméter hosszú. Igen kontrasztos színezetű: zölden vagy kéken csillogó, fémfényű, sötét alapon sárga, vörös vagy narancsszínű, néha fehér pontok, foltok helyezkednek el. Sok színváltozata ismert. Alapszíne nyáron világosabb, ősszel és télen sötétebb, a következő tavasszal azonban újra kivilágosodik. Színe az egyedfejlődés során is változik: a világos foltok eleinte sárgák, majd sötétednek, végül vörösek lesznek.

## Életmódja
A paréjpoloska külterjesen gondozott, gyér növényzetű rétek lakója. A rovar növényekek, de főképpen a káposztán szívogat. Olykor állati táplálékot is fogyaszt.

## Szaporodása
Párosodás után a nőstény kis halmazokban növények levelének felszínére rakja petéit. A lárvák júniusban kelnek ki, és főleg keresztesvirágú növényeket keresnek fel. Az 5. vedlés után az állatok ivarérettek.

## Kártétele
A teljesen kifejlődött lárvák tavasszal bújnak elő téli rejtekükből, és főleg káposztafélék nedveit szívogatják.

## A faj az irodalomban
- A paréjpoloska egy nőstény példánya érintőlegesen említve szerepel Kőhalmi Zoltán magyar humorista első, A férfi, aki megølt egy férfit, aki megølt egy férfit című regényében (a harmadik rész 8. fejezetében), mint a Lotte és Kristoffer című, fiktív gyerekkönyvsorozat egyik, Hedda nevű mellékszereplője.